# Santiago Pampillón
Santiago Pampillón Cabrillana (29 de marzo de 1942 – 12 de septiembre de 1966) fue un estudiante y obrero, asesinado por la policía en Córdoba el 12 de septiembre de 1966, durante la dictadura autodenominada Revolución Argentina. Desde entonces algunas corrientes estudiantiles de las más diversas tendencias invocan su nombre como símbolo del activismo universitario.

## Su vida
Santiago Pampillón nació en la ciudad de Mendoza el 29 de marzo de 1942. Cursó sus estudios primarios en la Escuela Agustín Álvarez de Mendoza y sus estudios secundarios en la Escuela de Suboficiales de la Fuerza Aérea Córdoba, de la cual fue escolta bandera en el año 1961. En 1966 cursaba el 2.º año de la carrera de Ingeniería Aeronáutica en la Facultad de Ciencias Exactas, Físicas y Naturales de la Universidad Nacional de Córdoba y trabajaba como obrero mecánico en la empresa fabricante de automóviles IKA-Renault, de la cual era delegado obrero en Córdoba. Vivía en un departamento de la Avenida Vélez Sársfield, cerca del cruce con el Bulevard San Juan. Ese año el Instituto Cultural Argentino-Norteamericano le había concedido una beca para estudiar en los Estados Unidos.

## Las circunstancias de su muerte
El 28 de junio de 1966 se llevó a cabo el golpe de Estado mediante el cual las Fuerzas Armadas conducidas por el teniente general Juan Carlos Onganía derrocando al gobierno democrático de Arturo Illia. Un mes después, el 29 de julio sucede la Noche de los bastones largos, como se conoce la intervención y ocupación de las universidades públicas autónomas por orden del régimen militar, en la que miles de estudiantes y profesores son reprimidos y detenidos y que produce el exilio de una gran parte de la comunidad científica argentina.
50 años después, la periodista Paola Rodríguez, del portal platense Realpolitik hizo la siguiente interpretación de la represión desplegada en ese momento: "La dictadura pretendía avanzar en la universidad porque consideraba que la subversión se filtraba a través de la educación, acompañando con aranceles y cursos de ingresos para abolir su carácter de bien público".
En ese contexto, la Mesa Coordinadora de Agrupaciones Estudiantiles y el Movimiento Integralista de Córdoba, que era por ese momento la principal fuerza electoral dentro de la Universidad Nacional de Córdoba, conteniendo a estudiantes demócratas cristianos y peronistas y que era descripto como "un sector universitario social cristiano, antimarxista, ribeteado por ideas nacionales y revolucionarias”, decide responder con una huelga por tiempo indeterminado. Luego de transcurrido más de un mes la FUC (Federación universitaria de Córdoba) convoca a una asamblea para decidir sobre la continuación de la huelga, en la Plaza Colón de la ciudad de Córdoba. A días de la intervención, se decidió una huelga por quince días, en una asamblea multitudinaria que se realizó frente al Pabellón Argentina de la Ciudad Universitaria de la Universidad de Córdoba. Uno de los oradores fue el joven Domingo Felipe Cavallo. La medida fue acompañada por el movimiento obrero, que organizaba ollas populares en los sindicatos, solidarizándose con el cierre del comedor universitario.
En la noche del 7 de septiembre de 1966 miles de estudiantes responden a la convocatoria. La policía recibe órdenes de impedir la asamblea y reprimir a los estudiantes y se produce una batalla campal que abarca más de 20 manzanas del centro de la ciudad. En uno de los forcejeos Santiago Pampillón, que no integraba ninguna de las organizaciones estudiantiles que habían convocado a la huelga, corre y recibe tres tiros en la cabeza disparados a quemarropa y por la espalda por un policía uniformado, en la avenida Colón y Tucumán, frente a la galería Cinerama. Llevado al Hospital de Urgencias muere el 12 de septiembre de 1966.Mientras tanto el abogado Luis Marcó del Pont, hace una presentación ante el Juzgado del Crimen de Turno informando los estudiantes y demás personas que presenciaron el episodio.
En solidaridad con el movimiento estudiantil, Miguel Correa dirigente, del sindicato maderero e integrante del secretariado de la CGT de Córdoba organizó una Marcha de Silencio hasta la localidad de Alta Gracia (a 36 km de Córdoba) para el día 21 de septiembre de 1966, por lo que se declaró día de duelo el Día del Estudiante, marcha que congrego más de 3000 personas entre obreros y estudiantes, y que a su regreso, ya en la ciudad de Córdoba, fue reprimida en las inmediaciones de la Plaza España por efectivos de la policía federal que contaban con además con el apoyo de la infantería y bomberos de la policía provincial, hubo más de 60 detenidos.También se ha consignado que "Obreros de diferentes plantas fabriles realizaron paros de 10 minutos. Durante toda la jornada se sucedieron pequeños homenajes" y que, entre los estudiantes universitarios, "el Integralismo convocó a una misa". El cuerpo de Santiago Pampillón fue llevado a Mendoza para su entierro donde una multitud despidió sus restos en medio de un cese completo de las actividades en toda la ciudad.

## Implicancias de la muerte de Santiago Pampillón
Santiago Pampillón fue el primer muerto de una larga serie de asesinatos que se produjeron tanto en el curso del régimen militar (1966-1973). Desde entonces algunos sectores del movimiento estudiantil argentino han reivindicado su nombre cómo símbolo del activismo universitario y de la unidad obrero-estudiantil.